# Sint-Jozefkerk (Brussel)
De Sint-Jozefkerk is een kerk in de Brusselse Leopoldwijk aan de zuidzijde van de Frère-Orbansquare. Ze is het Belgisch nationaal heiligdom, gewijd aan 's lands patroonheilige Sint-Jozef.

## Geschiedenis
De bouw van de kerk maakte deel uit van de wijkontwikkeling door de Société civile pour l’agrandissement et l’embellissement de Bruxelles van Ferdinand de Meeûs. De maatschappij vertrouwde het ontwerp toe aan haar architect Tieleman Franciscus Suys. De eerste steen werd gelegd op 6 april 1842 door Engelbertus kardinaal Sterckx. De kerk, met een façade in blauwe hardsteen, sloot later, rond 1860, perfect aan op de vorm van de toen nieuw aangelegde Frère-Orbansquare, naar een stedebouwkundig ontwerp van dezelfde architect. De Pauselijke nuntius Giacomo kardinaal Cattani wijdde de kerk in op 24 juni 1874 en verhief haar tot nationaal heiligdom.
De Sint-Jozefkerk was meerdere decennia toegewezen aan de Redemptoristen en van 1989 tot 2001 aan de Syrisch-orthodoxe Kerk van Antiochië. Sindsdien wordt ze gebruikt door de Priesterbroederschap Sint Pius X en volgt ze de Tridentijnse ritus. In 2014 en 2015 werd de kerk gerestaureerd (heropening op 19 maart 2015).

## Beschrijving
Suys gebruikte een gelijkaardige architectuur als voor zijn Mozes- en Aäronkerk aan het Waterlooplein in Amsterdam. Ze was sterk geïnspireerd op de Santissima Trinità al Monte Pincio in Rome. Het grondplan heeft de typische vorm van een basiliek. Het priesterkoor is in chevet, waarbij de platte achterwand wordt ingenomen door een groot schilderij van Antoine Wiertz, De Heilige Familie.
Een reliëf boven het middenportaal verbeeldt de Triomf van het Geloof. Binnen is veel beeldsnijwerk van de hand van Charles Geerts (hoofdaltaar, koorbanken, heiligenbeelden, acht bas-reliëfs over het leven van Sint-Jozef). Het grote orgel van Hippolyte Loret en Hubert Van de Loo is in 1858 aangebracht. Het werd in 1953 gerestaureerd door het atelier Maurice Delmotte uit Doornik.